# مایکروسافت مصر

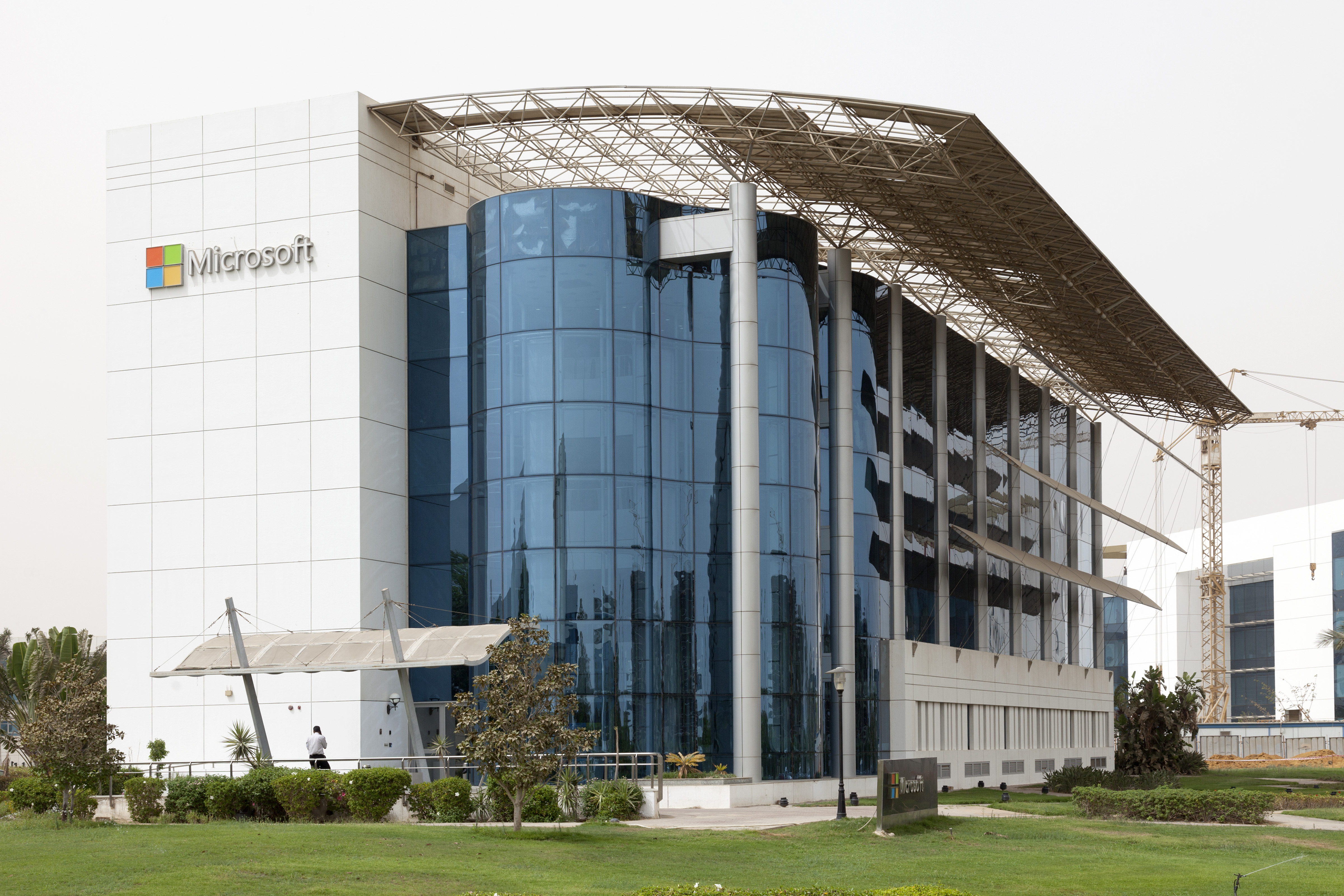
ساختمان مایکروسافت مصر واقع در قاهره

مایکروسافت مصر (انگلیسی: Microsoft Egypt) شرکت فناوری اطلاعات مصری است، که در سال ۱۹۹۵ توسط شرکت مایکروسافت تأسیس شد.